# Rufsäule
Eine Rufsäule ist eine säulenförmige Fernsprecheinrichtung, die dazu dient eine Verbindung mit einem bestimmten Gesprächspartner herzustellen. Rufsäulen werden im Wesentlichen dazu verwendet, Kontakt mit einem Taxistand oder einer Taxizentrale aufzunehmen (Taxirufsäule), einen Notruf abzusetzen (Notrufsäule) oder den Pannendienst zu rufen. Es gibt jedoch auch weitere Verwendungsmöglichkeiten. Rufsäulen befinden sich überwiegend an öffentlichen Plätzen oder an Verkehrswegen; der Standort kann durch eine hinweisende Beschilderung gekennzeichnet werden. Die Bedienung einer Rufsäule ist sowohl gebührenfrei als auch leicht verständlich und erfolgt meistens durch das Betätigen eines Rufhebels bzw. Ruftasters.
Die Verbreitung und Bedeutung von Rufsäulen ist aus verschiedenen Gründen zurückgedrängt worden. Besonders das Aufkommen des Mobiltelefons, der häufige Vandalismus sowie der kostenlose Notruf in einer Telefonzelle haben dazu geführt, dass Rufsäulen nur noch selten installiert werden bzw. bestehende Rufsäulen sogar abgebaut werden.
Rufsäulen haben im Notfall den Vorteil, dass die Gegenstelle über die Rufsäule sofort den Standort des Hilfesuchenden feststellen kann. Wer mit dem Mobiltelefon einen Notfall meldet, ist unterwegs nicht immer in der Lage, den exakten Standort mitzuteilen.

## Technik
Rufsäulen besitzen je nach Baujahr und Standort unterschiedliche Funktionsweisen. Im einfachsten Fall handelt es sich um eine analoge Gegensprechanlage oder ein vereinfachtes analoges Telefon. Aber auch ISDN-Varianten mit S0- und U-Schnittstellen sowie moderne Rufsäulen mit Ethernet-Schnittstellen und VoIP kommen zur Anwendung. Des Weiteren gibt es Ausführungen, die mit GSM-Mobilfunk und Solarzellen zur Stromversorgung arbeiten. Diese werden vor allem für Autobahnbaustellen und ähnliche Zwecke eingesetzt, bei denen festverkabelte Anschlüsse nicht verfügbar sind. Die meisten Rufsäulen verfügen über eine Freisprecheinrichtung, und bei wenigen Modellen wird bei Betätigen des Rufhebels neben der Audio-Verbindung zur Leitstelle auch ein Kamerabild übertragen.
Die erforderliche Elektronik wird hierzu in einer freistehenden mannshohen Säule untergebracht. Die gleiche Funktion kann auch ein an oder in einer Wand installiertes Gerät übernehmen. Das Gehäuse der Rufsäule ist meist aus stabilem Kunststoff oder Metall gefertigt und so gestaltet, dass sie einerseits ins Auge fällt und andererseits einen gewissen Widerstand gegen Vandalismus bietet.

## Nutzung
Rufsäulen sind darauf ausgelegt, dass Benutzer keine besonderen Kenntnisse oder Legitimationen für ihre Bedienung benötigen. In der Regel kann mittels der Rufsäule durch Betätigen eines Rufhebels bzw. Ruftaster nur ein bestimmter Gesprächspartner erreicht werden. So dient sie beispielsweise im öffentlichen Straßenraum zum Bestellen eines Taxis oder in manchen Regionen zur Anforderung eines Rufbusses an einer Bedarfshaltestelle. Notrufsäulen, die in gefährdeten städtischen Gebieten, an ländlichen Unfallbrennpunkten, in Industriebetrieben oder an Bahnhöfen aufgestellt werden, dienen dem Absetzen eines Notrufs bei Polizei, Feuerwehr, Rettungsdienst oder einem Sicherheitsdienst (siehe auch Notruftelefon). Zudem befinden sich an Fernstraßen in regelmäßigen Abständen Rufsäulen, mit denen Autofahrer beispielsweise im Falle einer Fahrzeugpanne Hilfe anfordern können.
Eine Sonderform einer Rufsäule ist die an Bahnhöfen eingesetzte blau-rot-gefärbte „SOS und INFO“-Säule. Hier hat man sowohl die Möglichkeit einen Notruf abzusetzen als auch eine Auskunft zum Fahrplan zu erhalten. Rufsäulen werden auch auf Firmengeländen eingesetzt, um damit außerhalb der Geschäftszeiten oder an abgelegenen Stellen Kunden und Lieferanten eine Möglichkeit zu bieten, Kontakt zum Firmenpersonal aufzunehmen.

Einsatzbereiche von Rufsäulen
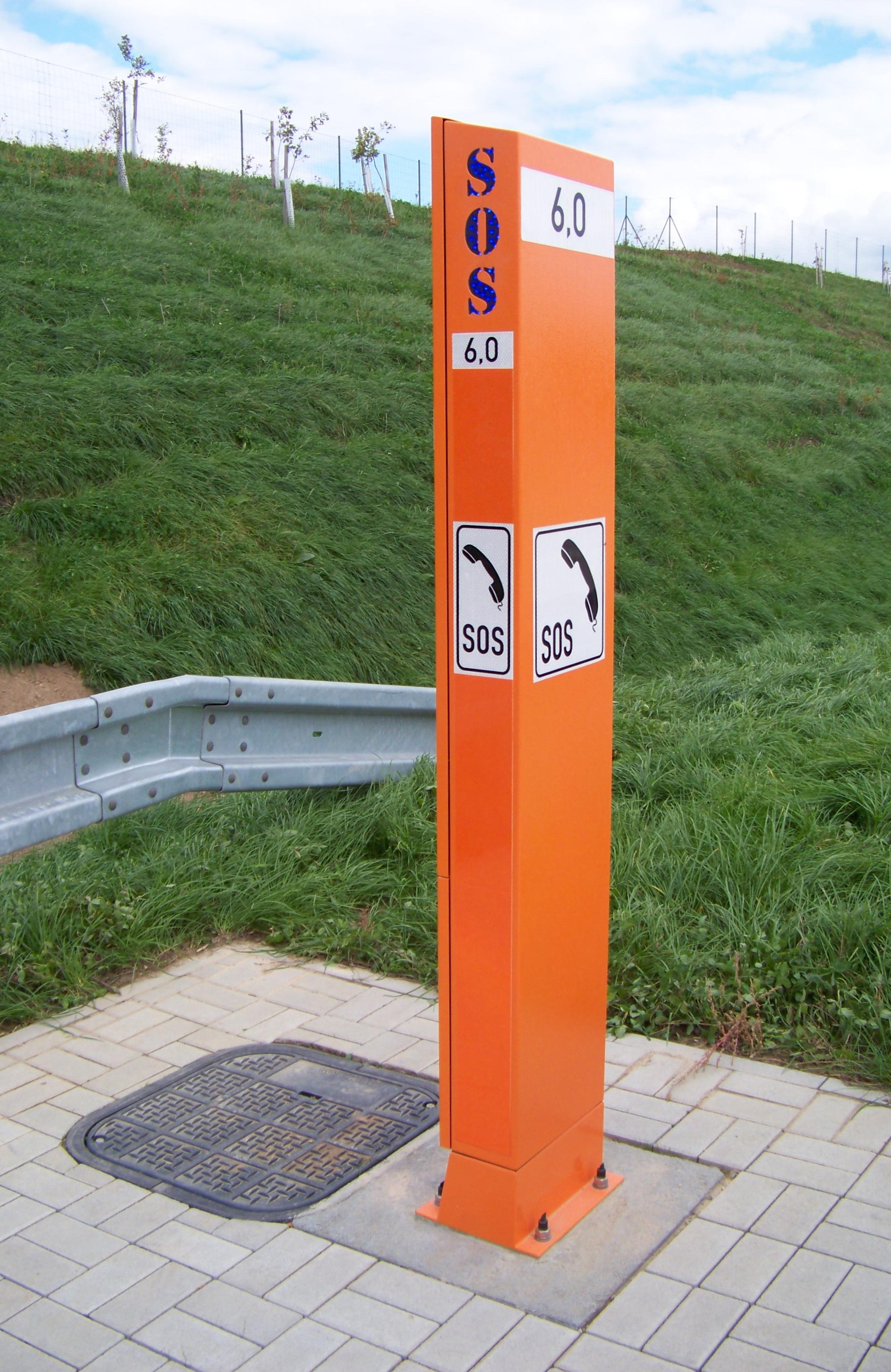
Rufsäule an einer Autobahn
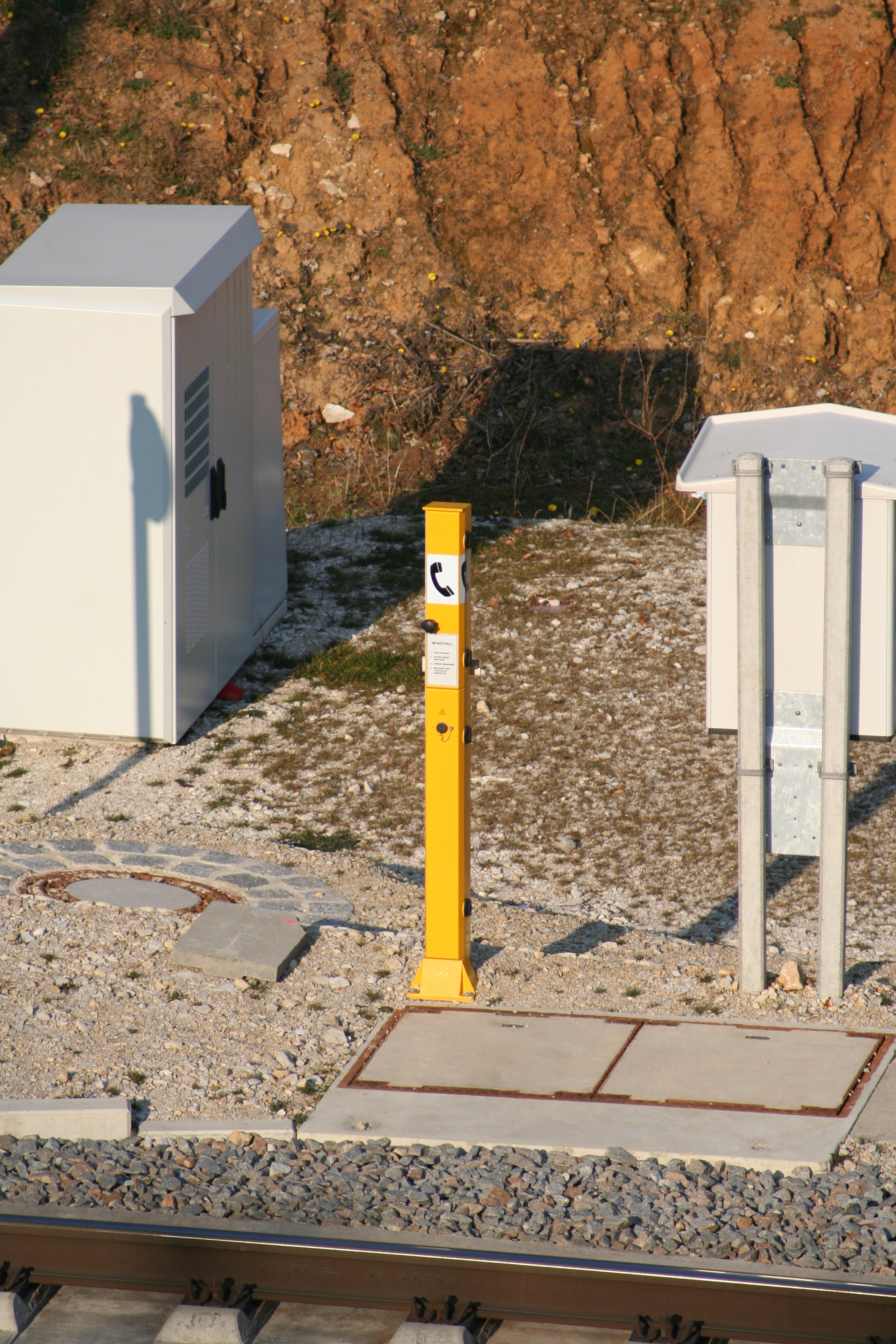
Streckenfernsprecher an einer Eisenbahnstrecke
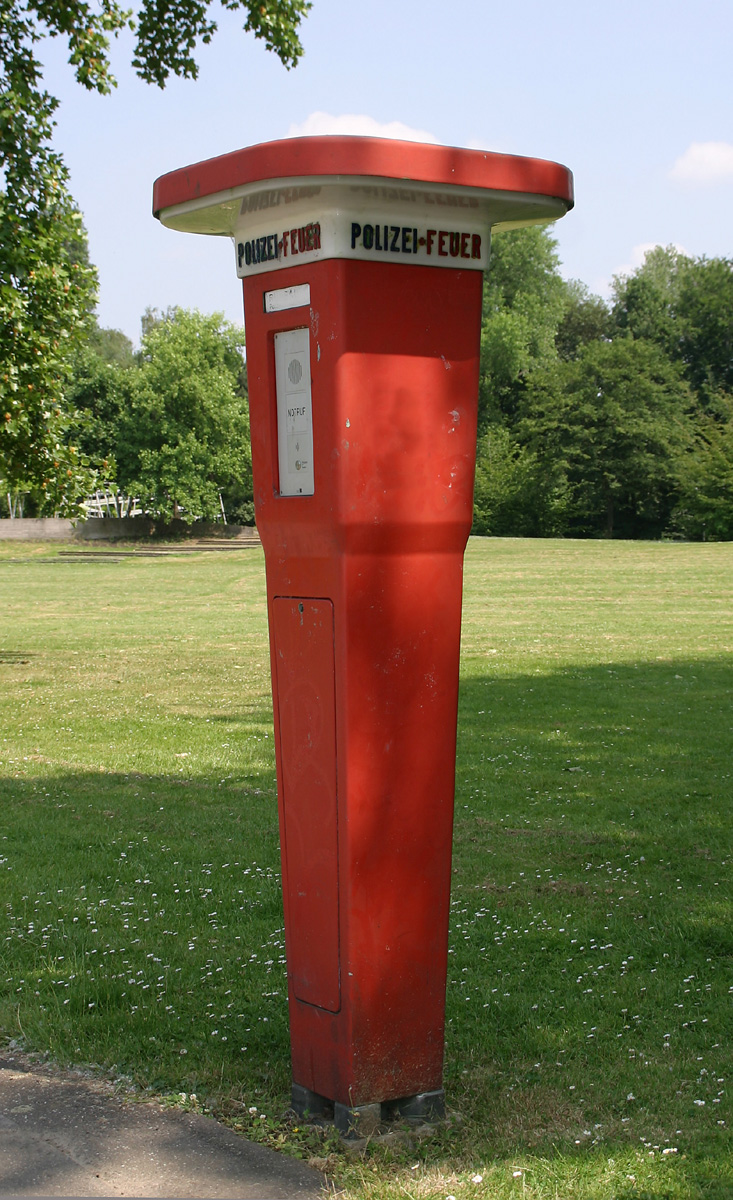
Polizei- und Feuerwehr-Rufsäule (ältere Bauart)
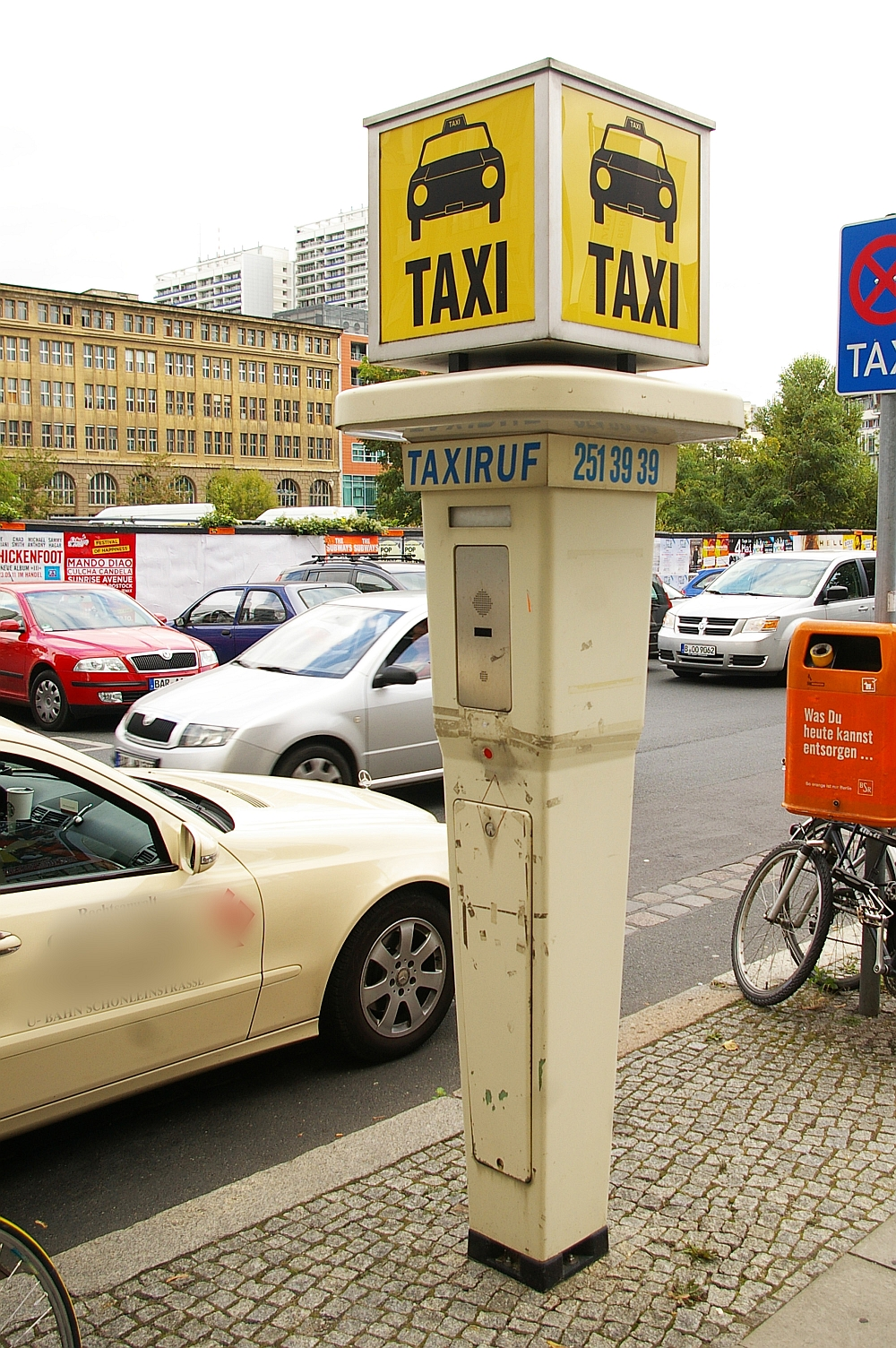
Rufsäule an einem Taxistand
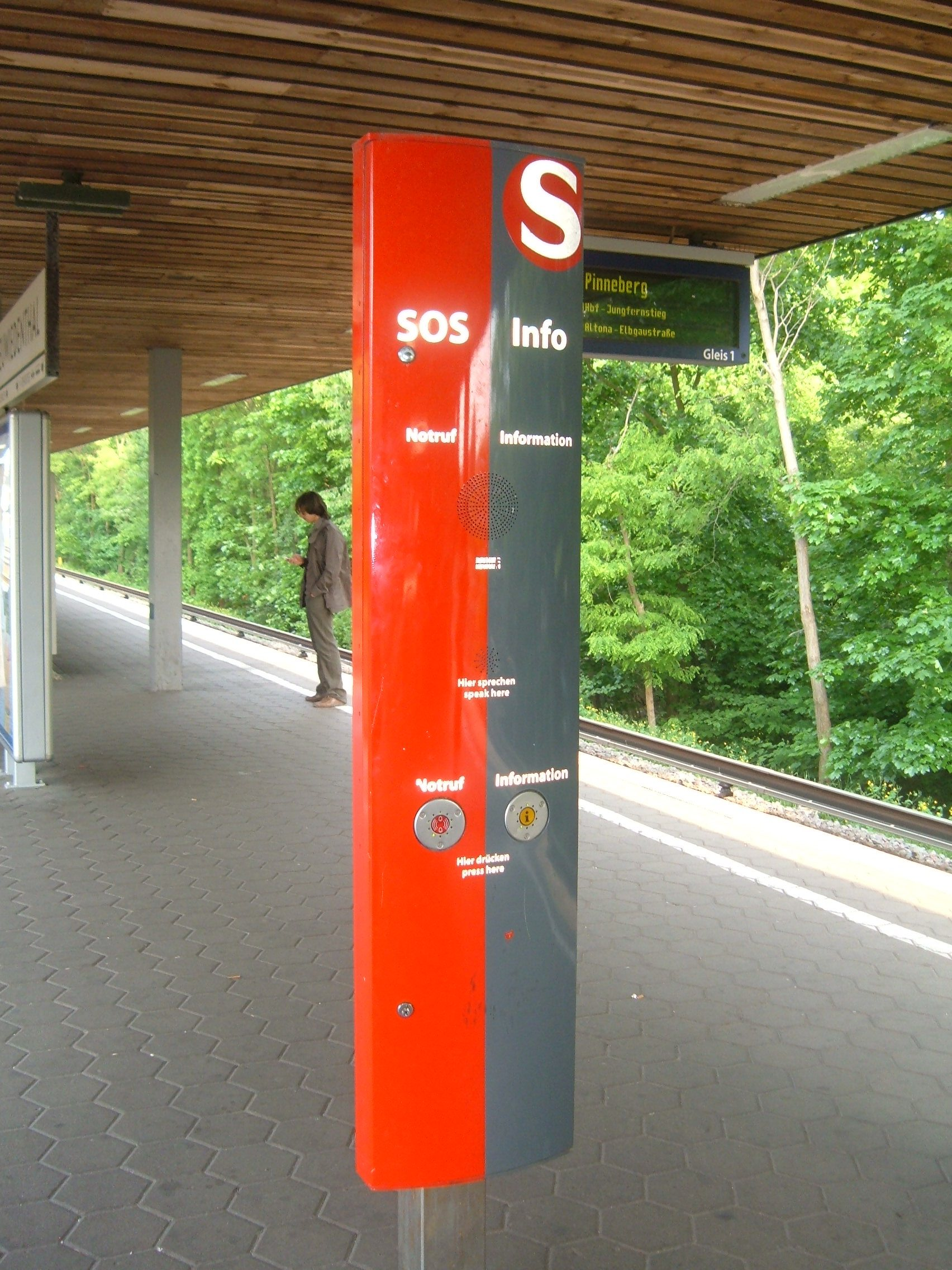
SOS- und INFO-Säule an einem Bahnhof
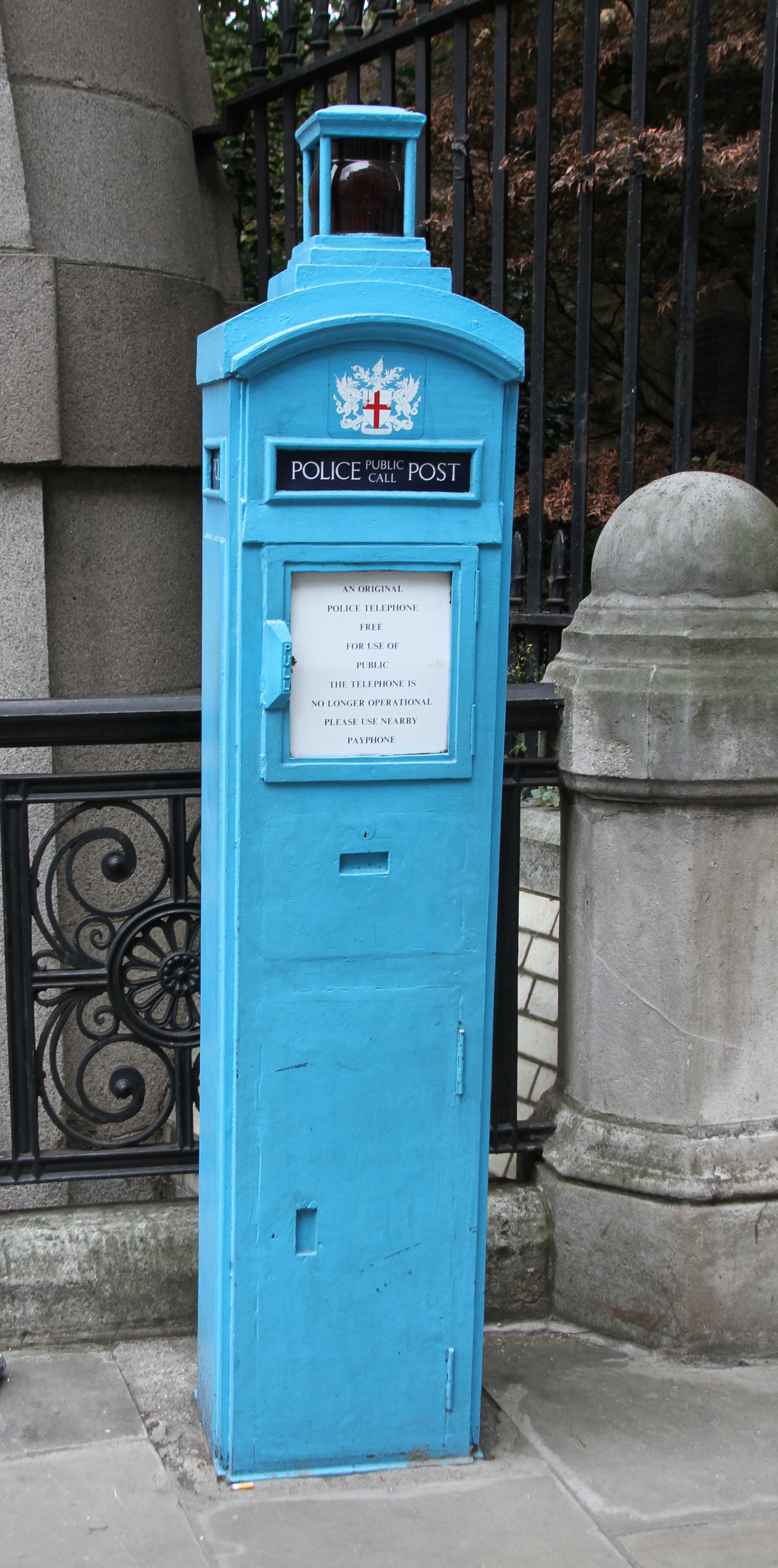
Denkmalgeschützte[1] Polizei-Notrufsäule in London
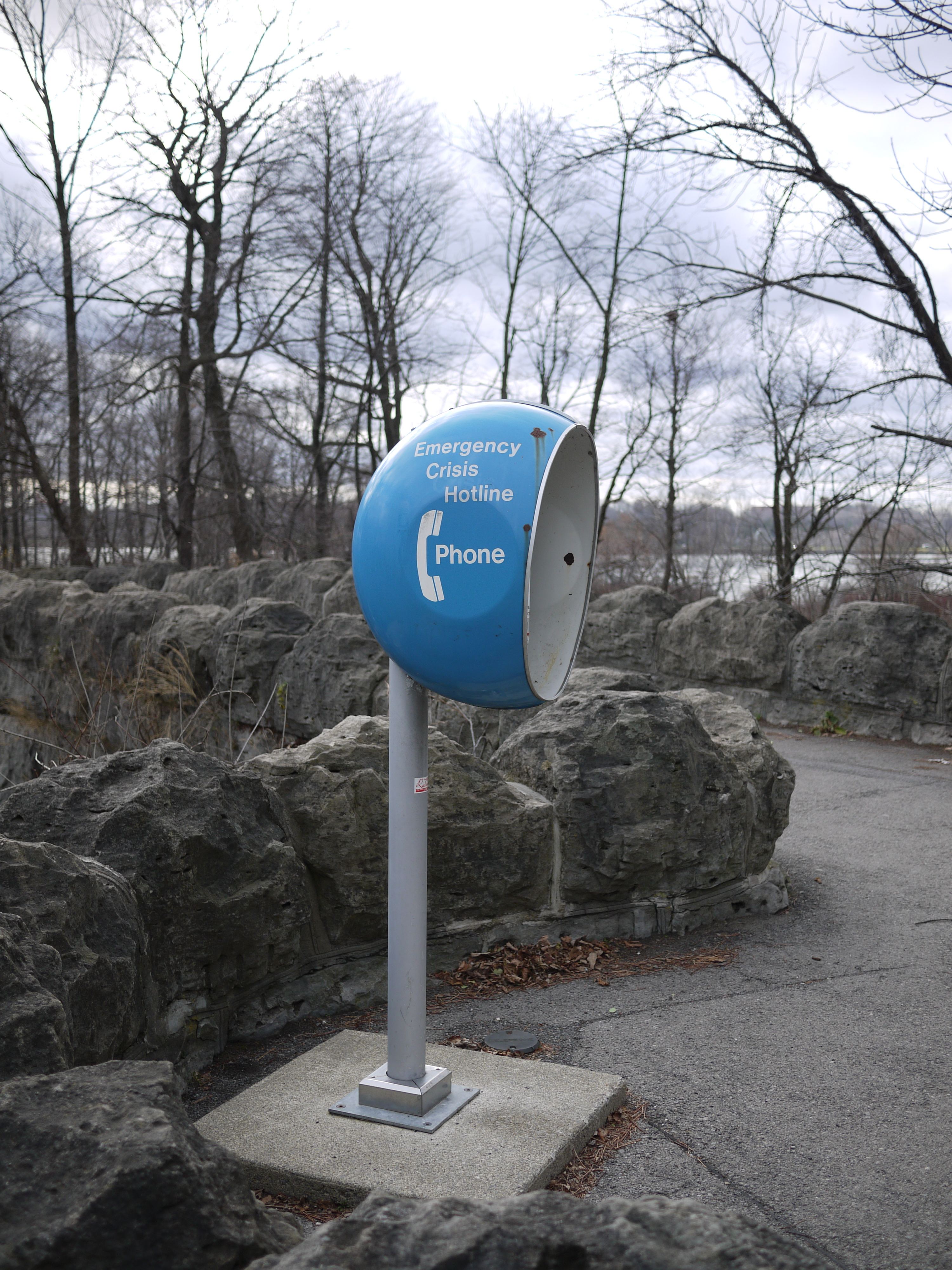
Notrufsäule für Krisenfälle (Three Sisters Island)